# Don Delaney
Don Delaney, né le 3 janvier 1936, à South Euclid, en Ohio et mort le 16 février 2011, à Mayfield Heights, en Ohio, est un ancien entraîneur et dirigeant américain de basket-ball.